# Isla Brevoort
La Isla Brevoort (en inglés: Brevoort Island) es una isla pequeña y deshabitada situada en el mar del Labrador en la costa oriental de la isla de Baffin, en la región de Qikiqtaaluk del territorio de Nunavut, al norte de Canadá. La isla es parte del archipiélago ártico canadiense, y se encuentra al norte del cabo de Murchison, frente a la península de Cumberland.
Brevoort posee una superficie de 271 km² (105 millas cuadradas), es de 46 km (29 millas) de largo y 5,7 kilómetros (3,1 a 4,3 millas) de ancho. Tiene un interior montañoso, en su mayoría compuesto de granito.